# モレーノ・ピーノ・ケニー
ケニー・モレーノ・ピーノ（Kenny Moreno Pino 、1979年1月6日 - ）は、コロンビア共和国の元女子バレーボール選手。元コロンビア代表。

## 来歴
トゥルボ市出身。コロンビア大学ミズーリ校を卒業。2005年にコロンビア代表に初選出される。イタリアセリエAのクラブチームを経て、2006/07シーズンに日本のJTマーヴェラスに移籍。同シーズンではチームを準優勝へ導き、自身も敢闘賞、得点王、ベスト6を受賞した。2009/10シーズンからは活躍の場を韓国に移すと、2010/11シーズンの韓国Vリーグで現代建設を優勝へ導いた。その後はイタリア、アゼルバイジャン、トルコのクラブリーグでプレーした。2016年のパンアメリカンカップではベストスコアラー賞を受賞した。

## 私生活
- スペイン語、英語、ポルトガル語、イタリア語を話すことができる[1]。

## 所属クラブ
- ユースナショナルチーム（1994年）
- シニアナショナルチーム、カリ・クラブチーム（1994-1998年）
- レイテ・ネスレ・モカ（1998-1999年）
- ラ・バンカリア・カタマルカ（1999-2001年）
- コロンビア大学ミズリー校クーガーズ（2001-2002年）
- サルトリ・メルセデス・バドヴァ（2002-2003年）
- テクノメック・ヨーロッパ・システムズ・フォルア（2003-2006年）
- JTマーヴェラス（2006-2008年）
- Acqua&Sapone Città di Aprilia（2008-2009年）
- 現代建設グリーンフォックス（2009-2011年）
- パルマ（2011-2012年）
- イトゥサチ・バクー（2012年）
- スカボリーニ・ペーザロ（2012-2013年）
- Bursa Büyükşehir Belediyespor（2013-2014年）
- 広東恒大女子排球（2015年）
- Omia Volley 88 Cisterna（2015-2016年）
- サヴィーノ・デルベーネ・スカンディッチ（2016年）

## 受賞歴
- 2007年 - 2006/07 Vプレミアリーグ 敢闘賞、最多得点、ベスト6
- 2007年 - 第56回黒鷲旗全日本男女選抜バレーボール大会 ベスト6
- 2008年 - 第57回黒鷲旗全日本男女選抜バレーボール大会 ベスト6
- 2010年 - 2009/10 韓国Vリーグ レギュラーシーズンMVP